# Xã Liberty, Quận Union, Ohio
Xã Liberty (tiếng Anh: Liberty Township) là một xã thuộc quận Union, tiểu bang Ohio, Hoa Kỳ. Năm 2010, dân số của xã này là 1.948 người.